# Phlomis bracteosa
Phlomis bracteosa là một loài thực vật có hoa trong họ Hoa môi. Loài này được Royle ex Benth. miêu tả khoa học đầu tiên năm 1833.